# Кампинорти
Кампинорти (порт. Campinorte) — муниципалитет в Бразилии, входит в штат Гояс. Составная часть мезорегиона Север штата Гойяс. Входит в экономико-статистический микрорегион Порангату. Население составляет 10 664 человека на 2006 год. Занимает площадь 1068,274 км². Плотность населения — 10,0 чел./км².

## Статистика
- Валовой внутренний продукт на 2003 год составляет 37 031 134,00 реалов (данные: Бразильский институт географии и статистики).
- Валовой внутренний продукт на душу населения на 2003 год составляет 3632,28 реала (данные: Бразильский институт географии и статистики).
- Индекс развития человеческого потенциала на 2000 год составляет 0,750 (данные: Программа развития ООН).